# NSWRL 1957
Die NSWRL 1957 war die 50. Saison der New South Wales Rugby League Premiership, der ersten australischen Rugby-League-Meisterschaft. Den ersten Tabellenplatz nach Ende der regulären Saison belegten die St. George Dragons. Diese gewannen im Finale 31:9 gegen die Manly-Warringah Sea Eagles und gewannen damit die NSWRL zum zweiten Mal in Folge und zum vierten Mal insgesamt.

## Tabelle
|      | Team                          | Spiele | Siege | Unent. | Ndlg. | Spiel- punkte | Diff. | Tabellen- punkte |
| ---- | ----------------------------- | ------ | ----- | ------ | ----- | ------------- | ----- | ---------------- |
| 01.  | St. George Dragons            | 18     | 15    | 0      | 3     | 417:232       | + 185 | 30               |
| 02.  | Manly-Warringah Sea Eagles    | 18     | 11    | 1      | 6     | 282:209       | + 73  | 23               |
| 03.  | South Sydney Rabbitohs        | 18     | 11    | 0      | 7     | 354:314       | + 40  | 22               |
| 04.  | Western Suburbs Magpies       | 18     | 10    | 1      | 7     | 358:251       | + 107 | 21               |
| 05.  | North Sydney Bears            | 18     | 9     | 1      | 8     | 292:278       | + 14  | 19               |
| 06.  | Balmain Tigers                | 18     | 9     | 0      | 9     | 352:281       | + 71  | 18               |
| 07.  | Newtown Jets                  | 18     | 9     | 0      | 9     | 267:228       | + 39  | 18               |
| 08.  | Eastern Suburbs               | 18     | 9     | 0      | 9     | 277:347       | - 70  | 18               |
| 09.  | Canterbury-Bankstown Bulldogs | 18     | 3     | 1      | 14    | 182:339       | - 157 | 7                |
| 010. | Parramatta Eels               | 18     | 2     | 0      | 16    | 189:491       | - 302 | 4                |

## Playoffs

### Ausscheidungs/Qualifikationsplayoffs
| 31. August | South Sydney Rabbitohs | 26 : 13 | Western Suburbs Magpies | Sydney Cricket Ground, Sydney Zuschauer: 46.957 Schiedsrichter: Darcy Lawler |
| 31. August | Bericht                |         |                         | Sydney Cricket Ground, Sydney Zuschauer: 46.957 Schiedsrichter: Darcy Lawler |

| 7. September | St. George Dragons | 21 : 7 | Manly-Warringah Sea Eagles | Sydney Cricket Ground, Sydney Zuschauer: 39.845 Schiedsrichter: Darcy Lawler |
| 7. September | Bericht            |        |                            | Sydney Cricket Ground, Sydney Zuschauer: 39.845 Schiedsrichter: Darcy Lawler |

### Halbfinale
| 14. September | Manly-Warringah Sea Eagles | 15 : 11 | South Sydney Rabbitohs | Sydney Cricket Ground, Sydney Zuschauer: 39.065 Schiedsrichter: Darcy Lawler |
| 14. September | Bericht                    |         |                        | Sydney Cricket Ground, Sydney Zuschauer: 39.065 Schiedsrichter: Darcy Lawler |

### Grand Final
| 21. September | St. George Dragons                                                                      | 31 : 9        | Manly-Warringah Sea Eagles                                       | Sydney Cricket Ground, Sydney Zuschauer: 54.399 Schiedsrichter: Darcy Lawler |
| 21. September | Versuche: Clay (2), Fifield, Lumsden, Ryan Erhöhungen: Bath (5/5) Straftritte: Bath (3) | (9:4) Bericht | Versuche: Burke Erhöhungen: Willey (1/1) Straftritte: Willey (2) | Sydney Cricket Ground, Sydney Zuschauer: 54.399 Schiedsrichter: Darcy Lawler |

| 1  | Brian Graham  |
| 2  | Tommy Ryan    |
| 3  | Ray Smith     |
| 4  | Jack Fifield  |
| 5  | Eddie Lumsden |
| 6  | Peter Carroll |
| 7  | Bobby Bugden  |
| 8  | Brian Clay    |
| 9  | Norm Provan   |
| 10 | Harry Bath    |
| 11 | Kevin Brown   |
| 12 | Ken Kearney   |
| 13 | Bryan Orrock  |

| 1  | Ron Willey    |
| 2  | Ray Ritchie   |
| 3  | Ray Quinnell  |
| 4  | William Lloyd |
| 5  | George Hugo   |
| 6  | Kevin Diett   |
| 7  | Thomas Burke  |
| 8  | George Hunter |
| 9  | Rex Mossop    |
| 10 | Doug Daley    |
| 11 | Dennis Meaney |
| 12 | George Lenon  |
| 13 | Roy Bull      |